# اولین فورتچ
اِوِلین فورتچ (انگلیسی: Evelyn Furtsch؛ ۱۷ آوریل ۱۹۱۴ – ۵ مارس ۲۰۱۵) دونده اهل ایالات متحده آمریکا بود.
وی در مسابقات کشوری و بین‌المللی در مجموع برندهٔ ۱ مدال طلا شده‌است.